# Palaeothemis
Genre
Palaeothemis est un genre de la famille des Libellulidae appartenant au sous-ordre des anisoptères dans l'ordre des odonates. Il ne comprend qu'une seule espèce : Palaeothemis tillyardi.

## Espèce du genrePalaeothemis
- Palaeothemis tillyardi Fraser 1923